# Academie van Gondesjapoer
De Academie van Gondesjapoer (diverse spellingsvarianten; Perzisch:دانشگاه گنديشاپور) was een centrum van wetenschappen in de stad Gondesjapoer in Iran gedurende de late oudheid. De stad was het wetenschappelijke centrum van het rijk van de Sassaniden. Er werd onder andere geneeskunde, filosofie, theologie en natuurwetenschappen bestudeerd. Het centrum was zowel geworteld in de Perzische zoroastrische traditie als in de Griekse en Indiase tradities.

## Oprichting
De academie werd in 271 opgericht onder sjah Sjapoer I. 
Sjapoer I maakte Mani erelid van zijn koninklijke huishouding. Mani stelde een synthese voor van religies. In Sjapoers rijk leefden boeddhisten, christenen, joden en zoroastriërs.

## School van Edessa
In 431 werd door het Concilie van Efeze het schisma van Nestorius afgekeurd. Nestorius verkondigde dat Jezus Christus ook een menselijke natuur had en dat zijn moeder, Maria, daarom wel 'Moeder van Christus', maar niet 'Moeder van God' kon heten. Hij zag Maria als de moeder van Jezus' menselijke natuur en Jezus daarom als voorbeeld voor de mensen. Jezus vond, volgens Nestorius, eenwording met God door zelf als mens wilskracht en eigen inspanning te tonen. Nestorius vond dat punt belangrijk voor de ethiek van het geloof en zei zich nauwkeurig aan de door de kerkvaders goedgekeurde lezing te houden. Hij vond dan ook niet dat hij ketters gedachtegoed predikte.
De meeste leden van de School van Edessa waren nestorianen. Nestorianen vluchtten uit Edessa toen hun school eind 5e eeuw door keizer Xenon werd gesloten, ook naar Gondesjapoer. Xenon was zelf monofysitist, hij kende Jezus slechts één, goddelijke, natuur toe.
De School van Edessa keerde terug naar Nisibe, waar ze oorspronkelijk door Ephrem, een kerkgeleerde, was gesticht. Door de Perzische inval was de school toen naar Edessa verhuisd. Het werd, terug in Nisibe, de grote universiteit van de Nestoriaanse Kerk. Zendelingen reisden tot diep in Centraal Azië en tot Medina in Arabië.   
Onder de Sassaniden genoten de nestorianen nog lange tijd bescherming.

## Academie van Athene
Toen onder de Byzantijnse keizer Justinianus I in 529 de Neo-platonische Academie van Athene gesloten werd, vertrokken veel Griekse geleerden naar het  Gondesjapoer van de Sassanidische koning Khusro I. Al stond de shah vijandig tegenover de basileus, hij bewonderde zeer de hellenistische cultuur die Byzantium geërfd had. Hij wilde de oude Griekse teksten systematisch laten vertalen, een taak waar de School van Edessa, onder Ephrem, al vanaf de 4e eeuw mee begonnen was. Kosro wilde een academie die te vergelijken was met die van Alexandrië en het werd een actief centrum van wetenschap, overwegend van de Griekse cultuur. Er werd logica, medicijnen, wiskunde en astronomie onderwezen. Er was een eigen observatorium. Er werd meer Syrisch dan Perzisch gebruikt. Naar het Syrisch werden onder meer de geschriften van Galenus, veel van Hippocrates, Aristoteles' Logica, een verhandeling van Porphyrius en teksten over astronomie, wiskunde en landbouw vertaald. De monophysitische bisschop Giorgios vertaalde Aristoteles' Organon. Bisschop Severos vertaalde de Analytica en zou de 'Arabische getallen' (van Indiase origine) in Iran hebben geïntroduceerd. In de academie werden Perzische, Griekse en Indiase geneeskunde samengebracht. Er werkten met name veel artsen.

## Arabische verovering
Nadat het Arabische Rijk Iran veroverd had, bleef de academie bestaan. Sommige dokters en professoren trokken naar Bagdad en werden geëerd door de kaliefen. Jibril, de dokter van de beroemde kalief Harun al-Rashid, was de kleinzoon van ibn Bakhtyashu een van de grootste medici van zijn tijd, die aan de academie van Gondesjapoer had lesgegeven.  
De invloed van de academie werd steeds beperkter, zeker nadat in 830 in Bagdad het Huis der Wijsheid werd gesticht door kalief Al-Ma'moen. Onduidelijk is wanneer precies de Academie van Gondesjapoer werd gesloten.

## Archeologie
Sinds 2006 vinden er archeologische opgravingen plaats bij de oude locatie van de Academie van Gondesjapoer.